# Письма в Астрономический журнал
Письма в Астрономический журнал (сокр. Письма в АЖ; англ. Astronomy Letters - A Journal of Astronomy and Space Astrophysics, сокр. Astron. Lett. или AstL, транс. Pis’ma v Astronomicheskii Zhurnal) — рецензируемый научный журнал Российской академии наук (РАН). Публикует статьи и срочные сообщения с результатами оригинальных исследований по всем направлениям современной астрономии и астрофизики, включая астрофизику высоких энергий, теоретическую и релятивистскую астрофизику, космологию и внегалактическую астрономию, наземную и космическую оптическую, субмиллиметровую и радиоастрономию, физику Солнца, планет и комет. Исследования, относящиеся к новым быстроразвивающимся областям астрономии и космической астрофизики, рассматриваются как приоритетные.
Журнал «Письма в Астрономический журнал» основан в 1975 г. Академией наук СССР (сейчас - Российская академия наук) и Институтом космических исследований (ИКИ РАН). Выпускался издательством «Наука», с 2018 г. - ООО ИКЦ «Академкнига» и ООО «Объединенная Редакция». В переводе на английский язык до 1994 г. издавался под названием Soviet Astronomy Letters (SvAL) Американским институтом физики (AIP), затем под названием Astronomy Letters (AstL) - Международной  академической издательской компанией «Наука/Интерпериодика» (до 2020 г.) и компанией Pleiades Publishing, Ltd. (начиная с 2021 г.). Распространение за пределами России осуществляется через компанию Springer Science.  Русскоязычное издание всегда было ежемесячным, англоязычное до 1998 г. издавалось раз в два месяца, начиная с 1999 г. - ежемесячно. Английская и русская версии публикуются одновременно.
Главный редактор журнала — академик Р. А. Сюняев (ИКИ РАН).
Журнал входит в перечень ВАК, базы данных ADS, Web of Science, Scopus, РИНЦ и др.

## Каталогизация
«Письма в Астрономический журнал» каталогизируются в:
- InfoTrac[англ.]
- Academic Search[англ.]
- Астрофизическая информационная система НАСА
- Chemical Abstracts Service
- Current Contents
- EBSCO Information Services[англ.]
- Web of Science
- Scopus
- SIMBAD
- EBSCO Information Services[англ.]

По данным Journal Citation Reports в 2011 году импакт-фактор журнала составил 0,988.